# Gouvernement Ianoukovytch II
Ukraine
Iekhanourov Tymochenko II
Le gouvernement Ianoukovytch II est le gouvernement ukrainien formé le 4 août 2006 et ayant démissionné le 18 décembre 2007.

## Historique

### Formation
Lors des élections législatives du 26 mars 2006, le Parti des régions de Ianoukovytch obtient 33 % des suffrages et obtient ainsi le premier groupe parlementaire à la Verkhovna Rada.
Le 4 août 2006, après quatre mois et demi de tentatives infructueuses pour former une coalition avec le parti pro-occidental de Ioulia Tymochenko, le président Iouchtchenko se résigne à nommer Ianoukovytch au poste de Premier ministre d'un gouvernement de coalition.
Le gouvernement est de nouveau remanié le 1er novembre, avec le départ de membres de Notre Ukraine,,,.

### Dissolution
Le 2 avril 2007, après la défection de membres du Bloc Notre Ukraine dans le camp du gouvernement, le président décide de dissoudre le Parlement, jugeant cette décision inconstitutionnelle.

## Composition

### Initiale (4 août 2006)
| Fonction                                                                           | Titulaire | Titulaire            | Parti |
| ---------------------------------------------------------------------------------- | --------- | -------------------- | ----- |
| Premier ministre                                                                   |           | Viktor Ianoukovytch  | PR    |
| Premier vice-Premier ministre Ministre des Finances                                |           | Mykola Azarov        | PR    |
| Vice-Premier ministre chargé de la Construction, de l'Architecture et de l'Habitat |           | Volodymyr Rybak      | Sans  |
| Vice-Premier ministre                                                              |           | Andriy Klyouïev      | PR    |
| Vice-Premier ministre                                                              |           | Dmytro Tabatchnyk    | PR    |
| Vice-Premier ministre                                                              |           | Viktor Slauta        | Sans  |
| Vice-Premier ministre                                                              |           | Volodymyr Radtchenko | Sans  |
| Ministre de l'Intérieur                                                            |           | Vassyl Tsouchko      | SPU   |
| Ministre des Affaires étrangères                                                   |           | Borys Tarassiouk     | NRU   |
| Ministre de l'Industrie minière                                                    |           | Serhiy Touloub       | PR    |
| Ministre de la Culture et du Tourisme                                              |           | Ihor Likhovyy        | BNU   |
| Ministre de la Défense                                                             |           | Anatolii Hrytsenko   | BNU   |
| Ministre de l'Économie                                                             |           | Volodymyr Makoukha   | Sans  |
| Ministre de l'Éducation et de la Science                                           |           | Stanislav Nikolaenko | Sans  |
| Ministre du Carburant et de l'Énergie                                              |           | Iouri Boïko          | PR    |
| Ministre du Travail et de la Politique sociale                                     |           | Mykhailo Papiev      | PR    |
| Ministre de la Santé                                                               |           | Youriy Polyachenko   | Sans  |
| Ministre du Secteur agro-alimentaire                                               |           | Youriy Melnyk        | Sans  |
| Ministre de la Politique industrielle                                              |           | Anatoliy Holovko     | Sans  |
| Ministre de la Protection de l'environnement                                       |           | Vassyl Djarty        | Sans  |
| Ministre des Transports et de la Communication                                     |           | Mykola Roudkovsky    | Sans  |
| Ministre des Situations d'urgence                                                  |           | Viktor Baloha        | BNU   |
| Ministre de la Famille, de la Jeunesse et des Sports                               |           | Youriy Pavlenko      | BNU   |
| Ministre de la Justice                                                             |           | Roman Zvarytch       | BNU   |
| Ministre des Relations avec le Parlement                                           |           | Ivan Tkalenko        | Sans  |
| Ministre du Conseil des ministres                                                  |           | Anatoliy Tolstoukhov | Sans  |

### Remaniement du1ernovembre 2006
- Les nouveaux ministres sont indiqués en gras, ceux ayant changé d'attributions en italique.

| Fonction                                                                          | Titulaire | Titulaire                                                     | Parti |
| --------------------------------------------------------------------------------- | --------- | ------------------------------------------------------------- | ----- |
| Premier ministre                                                                  |           | Viktor Ianoukovytch                                           | PR    |
| Premier vice-Premier ministre Ministre des Finances                               |           | Mykola Azarov                                                 | PR    |
| Vice-Premier ministre hargé de la Construction, de l'Architecture et de l'Habitat |           | Volodymyr Rybak                                               | Sans  |
| Vice-Premier ministre                                                             |           | Andriy Klyouïev                                               | PR    |
| Vice-Premier ministre                                                             |           | Dmytro Tabatchnyk                                             | PR    |
| Vice-Premier ministre                                                             |           | Viktor Slauta                                                 | Sans  |
| Vice-Premier ministre                                                             |           | Volodymyr Radtchenko (jusqu'au 25/05/2007) Oleksandr Kouzmouk | Sans  |
| Ministre de l'Intérieur                                                           |           | Vassyl Tsouchko                                               | SPU   |
| Ministre des Affaires étrangères                                                  |           | Borys Tarassiouk (jusqu'au 30/01/2007)                        | NRU   |
| Ministre des Affaires étrangères                                                  |           | Volodymyr Ohryzko a.i.                                        | Sans  |
| Ministre des Affaires étrangères                                                  |           | Arseni Iatseniouk (à partir du 21/03/2007)                    | BNU   |
| Ministre de l'Industrie minière                                                   |           | Serhiy Touloub                                                | PR    |
| Ministre de la Culture et du Tourisme                                             |           | Iouryi Bohoutskyi                                             | Sans  |
| Ministre de la Défense                                                            |           | Anatolii Hrytsenko                                            | BNU   |
| Ministre de l'Économie                                                            |           | Volodymyr Makoukha (jusqu'au 21/03/2007)                      | Sans  |
| Ministre de l'Économie                                                            |           | Anatoli Kinakh                                                | PPPU  |
| Ministre de l'Éducation et de la Science                                          |           | Stanislav Nikolaenko                                          | Sans  |
| Ministre du Carburant et de l'Énergie                                             |           | Iouri Boïko                                                   | PR    |
| Ministre du Travail et de la Politique sociale                                    |           | Mykhailo Papiev                                               | PR    |
| Ministre de la Santé                                                              |           | Youriy Polyachenko                                            | Sans  |
| Ministre du Secteur agro-alimentaire                                              |           | Youriy Melnyk                                                 | Sans  |
| Ministre de la Politique industrielle                                             |           | Anatoliy Holovko                                              | Sans  |
| Ministre de la Protection de l'environnement                                      |           | Vassyl Djarty                                                 | Sans  |
| Ministre des Transports et de la Communication                                    |           | Mykola Roudkovsky                                             | Sans  |
| Ministre des Situations d'urgence                                                 |           | Viktor Baloha (jusqu'au 12/12/2006)                           | BNU   |
| Ministre des Situations d'urgence                                                 |           | Nestor Choufrytch                                             | Sans  |
| Ministre de la Famille, de la Jeunesse et des Sports                              |           | Youriy Pavlenko (jusqu'au 02/12/2006)                         | BNU   |
| Ministre de la Famille, de la Jeunesse et des Sports                              |           | Viktor Korzh                                                  | Sans  |
| Ministre de la Justice                                                            |           | Oleksandr Lavrynovytch                                        | Sans  |
| Ministre des Relations avec le Parlement                                          |           | Ivan Tkalenko                                                 | Sans  |
| Ministre du Conseil des ministres                                                 |           | Anatoliy Tolstoukhov                                          | Sans  |